# دهامشه
دهامشه (به عربی: دهامشة) یک شهرداری در الجزایر است که در استان سطیف واقع شده‌است.